# Bélgica en los Juegos Paralímpicos de Roma 1960
Bélgica estuvo representada en los Juegos Paralímpicos de Roma 1960 por 18 deportistas, 16 hombres y dos mujeres.

## Medallistas
El equipo paralímpico belga obtuvo las siguientes medallas:
| Nombre         | Deporte       | Evento                                |
| -------------- | ------------- | ------------------------------------- |
| Oro            |               |                                       |
| Y. Alloo       | Tenis de mesa | Individual C femenino                 |
| Plata          |               |                                       |
| De Vos         | Tiro con arco | Ronda Columbia clase abierta femenino |
| Bronce         |               |                                       |
| Van Puymbroeck | Tiro con arco | Ronda Windsor clase abierta masculino |